# Robert Strąk
Robert Strąk (Wałcz; 9 de Junho de 1967 — ) é um político da Polónia. Ele foi eleito para a Sejm em 25 de Setembro de 2005 com 13859 votos em 26 no distrito de Gdynia, candidato pelas listas do partido Liga Polskich Rodzin.
Ele também foi membro da Sejm 2001-2005.